# Milica Đurđević Stamenkovski
Milica Đurđević Stamenkovski (cyr. Милица Ђурђевић Стаменковски; ur. 21 lipca 1990 w Belgradzie) – serbska polityk, liderka nacjonalistycznej Serbskiej Partii Dotrzymujących Przysięgi (Zavetnici), deputowana, kandydatka w wyborach prezydenckich w 2022, minister rodziny i demografii (2024–2025), minister pracy, zatrudnienia, spraw społecznych i weteranów (od 2025).

## Życiorys
Ukończyła szkołę średnią w Belgradzie, a także studia na wydziale nauk politycznych Uniwersytetu w Belgradzie. Dołączyła do nacjonalistycznej Serbskiej Partii Dotrzymujących Przysięgi, działającej początkowo jako ruch polityczny, współtworzony też przez jej ojca Rajka Đurđevicia (dziennikarza) i jej późniejszego męża Stefana Stamenkovskiego (który został przewodniczącym ugrupowania). Została rzeczniczką ruchu, a także członkinią prezydium partii. Uczestniczyła m.in. w protestach przeciwko deklaracji niepodległości Kosowa z 2008 oraz przeciwko aresztowaniom Radovana Karadžicia i Ratka Mladicia.
Kilkukrotnie bez powodzenia kandydowała z ramienia swojego ugrupowania w wyborach parlamentarnych. Wystartowała także w wyborach prezydenckich w 2022, w pierwszej turze głosowania otrzymała ponad 4% głosów, zajmując piąte miejsce wśród 8 kandydatów. W tym samym roku uzyskała mandat radnej zgromadzenia miejskiego w Belgradzie, a także mandat deputowanej do Zgromadzenia Narodowego Republiki Serbii. W wyniku wyborów w 2023 znalazła się poza parlamentem. W maju 2024 powołana na urząd ministra rodziny i demografii w rządzie Miloša Vučevicia. W utworzonym w kwietniu 2025 gabinecie Đura Macuta przeszła na stanowisko ministra pracy, zatrudnienia, spraw społecznych i weteranów.